# Sharon McKenzie
Sharon McKenzie ist eine ehemalige US-amerikanische Eiskunstläuferin, die im Eistanz startete.
Ihr Eistanzpartner war Bert Wright. Mit ihm gewann sie 1957 bei der Weltmeisterschaft in Colorado Springs die Bronzemedaille hinter den Briten June Markham und Courtney Jones sowie den Kanadiern Geraldine Fenton und William McLachlan.

## Ergebnisse

### Eistanz
(mit Bert Wright)
| Wettbewerb / Jahr                | 1957 |
| -------------------------------- | ---- |
| Weltmeisterschaften              | 3.   |
| US-amerikanische Meisterschaften | 1.   |

| Personendaten    | Personendaten                     |
| ---------------- | --------------------------------- |
| NAME             | McKenzie, Sharon                  |
| KURZBESCHREIBUNG | US-amerikanische Eiskunstläuferin |
| GEBURTSDATUM     | 20. Jahrhundert                   |